# FSO Safer
FSO Safer er et ombygget tankskib, der ligger ud for Yemens kyst i Det Røde Hav. Det blev bygget i 1976 som tankskib, men senere ombygget til at fungere som en flydende benzintank, hvilket kaldes en "floating storage and offloading unit" på engelsk (derfor FSO før navnet). Skibet har ikke været i funktion siden 2015, hvor det blev forladt, pga. udbruddet af borgerkrigen i Yemen.
Formålet med at have skibet liggende ud for Yemens kyst har været at olien kunne blive transporteret derud fra den yeminitiske ørken for derfra at kommer over på andre skibe.

## Afværget katastrofe
I 2020 gik der hul på skibet, hvilket kunne have afstedkommet, at det ville være sunket i løbet af nogle dage, så man iværksatte en redningsaktion, der sluttede i sommeren 2023, men arbejdet har trukket ud pga. en lokal konflikt i Yemen, men til sidst valgte man at sætte redningsaktionen i gang, hvorefter man kunne ordne det juridiske aspekt. Redningsaktionen kostede ifølge FN 143 mio. dollars. Det meste af de 1,14 mio. tønder olie blev flyttet til Djibouti.
Hvis ikke man havde foretaget sig noget, ville oprydningen have kostet 20 mia. dollars, men alligevel var det et problem at skaffe financering. Der endte med at blive doneret 122 mio. dollar fra 23 forskellige lande, EU, privatpersoner og et lån.
Pr. september 2023 ligger skibet fortsat i Det Røde Hav og venter på at blive fjernet.

## Konsekvenser af et olieudslip
Hvis det ikke var lykkedes at redde det meste af olien ud, ville det have været et af de største olieudslip i historien, hvilket ville have påvirket skibstrafikken i Det Røde Hav, påvirke mulighederne for at give humanitær bistand til Yemen og ødelægge økosystemet (herunder fiskebestanden), som det kunne tage 25 år at genoprette.